# Крутий Лог (Нагорський район)
Крутий Лог (рос. Крутой Лог) — селище у складі Нагорського району Кіровської області, Росія. Входить до складу Синьогорського сільського поселення.
Населення становить 134 особи (2010, 214 у 2002).
Національний склад станом на 2002 рік — росіяни 91 %.